# 李來亨
李來亨（？—1664年9月23日），明末農民軍领袖李自成之侄李过义子，夔東十三家首领，南明临国公。

## 生平
大順永昌二年（1645年）随李过擁明抗清。南明永曆元年（1647年），受封三原侯。永历七年（1653年）北上湖北省興山縣的茅麓山，為抗清的夔東十三家重要將領。夔東十三家不是獨立的抗清組織，而是有明朝督師閣部以及督撫統協的南明軍隊。永曆九年（1655年），立“聖帝行宮碑”。永历十年（1656年）十二月，晋封临国公。
顺治十六年，清军深入云南追擊永曆帝，晉王李定国势孤，他与诸将攻重庆，牵制南下的清军來支援雲貴的南明朝廷。康熙元年（1662年）十二月，四川总督李國英奉旨发动四川、湖广、陕西三省会剿，以三路清军进迫夔东地區。明军袁宗第部战败，撤往茶园坪。贺道宁見袁宗第部败走，於次年正月十八日向李国英投降。七月二十三日，李来亨和刘体纯、郝摇旗三部联合对湖广清军予以反击，清“楚师全军失利”，清軍傷亡甚巨。八月二十四日，刘体纯，李来亨等七部乘勝追至巫山城下，次日發動攻擊，李国英则严厉督率部下官兵负隅顽抗。明軍糧草不繼，被清军击败，阵亡将士多达七千人。最后退守茅麓山九连坪（今湖北兴山西北）。康熙三年（1664年），夔东十三家只剩下李来亨部仍堅持抗擊，清兵向茅麓山發動總攻擊，李来亨部凭借山险予以迎头痛击，清兵伤亡惨重，清將穆里玛的第三子苏尔马被击毙。清軍见明寨高险异常，難以取勝，决定采取长期围困的战术，由三省辟兵会同满洲八旗兵分汛连营扼守。清军耗费巨大人力物力，修筑木城，開挖堑沟，切断李來亨的後勤軍需，有效困死明軍。數月後，李来亨部粮草食盡，求战不得，只能被迫拼死突圍，但清军防御严密，數次突围未能成功。八月四日，李來亨知大勢已去，舉家自焚死。